# Bistrat lipidic

Trei tipuri de structuri fosfolipidice în soluție: lipozomul (un bistrat închis), micela și un simplu bistrat.

Bistratul lipidic (sau bistratul fosfolipidic) este o membrană polară subțire care este alcătuită din două straturi de molecule lipidice. Acest tip de membrană formează o barieră continuă în jurul celulelor (a majorității organismelor și a unor tipuri de virusuri), dar și în jurul nucleilor celulari și al unor organite celulare. Principalul scop al membranelor este de a asigura menținerea ionilor, proteinelor și a altor molecule necesare în interiorul celulei, fără difuzie în alte zone. Bistraturile lipidice sunt foarte potrivite acestui rol, în ciuda grosimii de câțiva nanometri, deoarece sunt impermeabile pentru molecule hidrofile. Transportul transmembranar al substanțelor hidrofile (precum ioni) se face prin intermediul unor pompe, în funcție de necesitățile celulare.